# Nakba
Nakba (arabsko النكبة, dob. 'nesreča, katastrofa'), znana tudi kot palestinska katastrofa, je bil trajni pregon večine palestinskih Arabcev leta 1948. Izraz se uporablja za opis dogodkov leta 1948 in sedanje okupacije palestinskih ozemelj (zasedeni Zahodni breg in Gaza) ter nenehnega preganjanja in razseljevanja Palestincev po vsej regiji.
Temeljni dogodki nakbe so se zgodili med in kmalu po palestinski vojni leta 1948, vključno z razglasitvijo 78 % Britanskega mandata za Palestino za Izrael, izgonom in begom 700.000 Palestincev ter s tem povezanim praznjenjem in uničenjem več kot 500 palestinskih vasi s strani izraelskih oboroženih sil, kasnejša hebreizacija palestinskih geografskih imen, zavrnitev palestinske pravice do vrnitve, ustvarjanje trajnih palestinskih beguncev in "razbitje palestinske družbe". Nekateri zgodovinarji, kot je Ilan Pappé, in raziskovalci nakbe, kot je Salman Abu Sitta, so opisali izgon Palestincev kot etnično čiščenje, medtem ko je zgodovinar Benny Morris to opredelitev zavrnil.
Leta 1998 je Jaser Arafat predlagal, da bi Palestinci obeležili 50. obletnico nakbe, tako da je 15. maj, dan po izraelski neodvisnosti leta 1948, razglasil za dan nakbe in formaliziral datum, ki se je neuradno uporabljal že od leta 1949.
Nakba je močno vplivala na palestinsko kulturo in je temeljni simbol palestinske identitete, tako kot tudi z dogodkom povezana simbola "handala" in palestinski ključ. O nakbi je bilo napisanih veliko knjig, pesmi in pesmi. Palestinski pesnik Mahmud Darviš je Nakbo opisal kot "razširjeno sedanjost, ki obljublja nadaljevanje v prihodnosti."

## Delitev
Nakba zajema razseljevanje, odvzem lastnine, brezdomovinstvo in razdelitev palestinske družbe.

### Razseljevanje
Med palestinsko vojno 1947–1949 je približno 700.000 Palestincev zbežalo ali je bilo izgnanih, kar je predstavljalo približno 80 % palestinskih arabskih prebivalcev ozemlja, ki je postalo Izrael. Skoraj polovica te številke (približno 250.000–300.000 Palestincev) je pobegnila ali je bila izgnana pred izraelsko razglasitvijo neodvisnosti maja 1948. To dejstvo je služilo kot povod za vstop Arabske lige v državo in s tem začetek arabsko-izraelske vojne leta 1948.
V določbi 10(b) telegrama, ki ga je 15. maja 1948 generalni sekretar Lige arabskih držav poslal generalnemu sekretarju Združenih narodov, v katerem je opravičeval posredovanje arabskih držav, je generalni sekretar Lige trdil: "približno več kot četrtina milijona arabskega prebivalstva je bilo prisiljeno zapustiti svoje domove in se izseliti v sosednje arabske države." V obdobju po vojni se je veliko število Palestincev poskušalo vrniti na svoje domove; Izrael je v tem obdobju ubil med 2700 in 5000 Palestincev, velika večina je bila neoboroženih in so se nameravali vrniti iz ekonomskih ali socialnih razlogov. Nekateri zgodovinarji so izgon Palestincev označili za etnično čiščenje.
Hkrati je znaten delež tistih Palestincev, ki so ostali v Izraelu, postal notranje razseljen. Leta 1950 je Agencija združenih narodov za pomoč in zaposlovanje palestinskih beguncev na bližnjem vzhodu (UNRWA) ocenila, da je bilo 46.000 od 156.000 Palestincev, ki so ostali znotraj meja Izraela glede na premirje iz leta 1949, notranje razseljenih beguncev.  Leta 2003 je bilo približno 274.000 arabskih državljanov Izraela – ali vsak četrti v Izraelu – notranje razseljenih zaradi dogodkov leta 1948.

### Odvzem in izbris
Delitveni načrt ZN iz leta 1947 je 56 % Palestine dodelil bodoči judovski državi, palestinska večina, 66 %, pa naj bi prejela 44 % ozemlja. 80 % zemlje v bodoči judovski državi je bilo v lasti Palestincev; 11 % je bilo v lasti Judov. Pred, med in po vojni 1947–1949 je bilo na stotine palestinskih mest in vasi izpraznjenih in uničenih. Zemljepisna imena po vsej državi so bila izbrisana in nadomeščena s hebrejskimi imeni, včasih izpeljankami zgodovinske palestinske nomenklature in včasih povsem novimi poimenovanji. Številna nejudovska zgodovinska mesta so bila uničena, ne le med vojnami, ampak v kasnejšem procesu, ki je trajal več desetletij. Več kot 80 % palestinskih vaških mošej je bilo uničenih, artefakti pa so bili odstranjeni iz muzejev in arhivov.
V Izraelu so bili razglašeni številni zakoni za legalizacijo razlastitve palestinske zemlje.

### Brezdomovinstvo in denacionalizacija
Ustvarjanje palestinskega brezdomovinstva je osrednja sestavina nakbe in je še naprej značilnost palestinskega nacionalnega življenja vse do danes. Vsi arabski Palestinci so zaradi nakbe nemudoma postali apatridi, čeprav so nekateri sprejeli druge narodnosti. Po letu 1948 Palestinci niso več zgolj Palestinci, namesto tega so bili razdeljeni na Izraelce-Palestince, Palestince iz Vzhodnega Jeruzalema, Palestince UNRWA, Palestince z Zahodnega brega in Palestince iz Gaze, vsak z različnimi pravnimi statusi in omejitvami, poleg širše palestinske diaspore, ki je lahko pridobila stalno prebivališče zunaj zgodovinske Palestine in begunskih taborišč.
Prvi izraelski zakon o državljanstvu, sprejet 14. julija 1952, je denacionaliziral Palestince, s čimer je nekdanje palestinsko državljanstvo postalo "brez vsebine", "ni zadovoljivo in je neprimerno za razmere po ustanovitvi Izraela".

### Razdelitev družbe
Nakba je glavni vzrok nastanka palestinske diaspore; Izrael je bil ustvarjen kot judovska domovina, Palestinci pa so bili spremenjeni v »begunski narod« s »tavajočo identiteto«. Danes večina od 13,7 milijonov Palestincev živi v diaspori, torej zunaj zgodovinskega območja Britanskega mandata za Palestino, predvsem v drugih državah arabskega sveta. Od 6,2 milijonov ljudi, ki jih je registrirala namenska agencija ZN za palestinske begunce, UNRWA, približno 40 % živi na Zahodnem bregu in v Gazi, 60 % pa v diaspori. Veliko število teh beguncev iz diaspore ni vključenih v svoje države gostiteljice, kar je razvidno iz nenehne napetosti Palestincev v Libanonu ali palestinskega eksodusa iz Kuvajta v letih 1990–1991.
Ti dejavniki so povzročili palestinsko identiteto »trpljenja«, medtem ko je odvzem ozemlja Palestincem ustvarila povezovalni dejavnik in osrednjo točko v želji po vrnitvi v izgubljeno domovino.

## Dolgoročne posledice in "Nakba, ki je v teku"
Najpomembnejše dolgoročne posledice Nakbe za palestince so bile izguba njihove domovine, razdrobljenost in marginalizacija njihove nacionalne skupnosti ter njihova preobrazba v ljudstvo brez državljanstva.
Od poznih 1990-ih se je fraza "nakba, ki je v teku" (arabsko النکبة المستمرة, latinizirano: al-nakba al-mustamirra) pojavila, da bi opisala "stalno izkušnjo nasilja in odvzema lastnine", ki jo doživljajo palestinski ljudje. Ta izraz narekuje razumevanje Nakbe ne kot dogodka leta 1948, ampak kot nenehnega procesa, ki se nadaljuje vse do danes.

## Terminologija
Izraz Nakba je bil prvič za dogodke leta 1948 uporabil Constantin Zureiq, profesor zgodovine na Ameriški univerzi v Bejrutu, v svoji knjigi iz leta 1948 Ma c nā an-Nakba (Pomen katastrofe).  Zureiq je zapisal, da je »tragični vidik Nakbe povezan z dejstvom, da ne gre za običajno nesrečo ali začasno zlo, temveč za katastrofo v samem bistvu besede, eno najtežjih, kar so jih Arabci kdaj poznali v svoji dolgi zgodovini." Pred letom 1948 se je "leto katastrofe" med Arabci nanašalo na leto 1920, ko so evropske kolonialne sile Otomansko cesarstvo razdelile na več ločenih držav in pri tem same narisale meje.
Besedo je leto kasneje ponovno uporabil palestinski pesnik Burhan al-Deen al-Abushi. Zureiqovi učenci so nato leta 1952 ustanovili Arabsko nacionalistično gibanje, eno prvih palestinskih političnih gibanj po Nakbi. V šestdelni enciklopediji Al-Nakba: Nakbat Bayt al-Maqdis Wal-Firdaws al-Mafqud (Katastrofa: Katastrofa Jeruzalema in izgubljenega raja), objavljeni med leti 1958–60, je Aref al-Aref zapisal: "Kako naj to imenujem drugače kot Nakba? Arabci na splošno in še posebej Palestinci smo se soočili s takšno katastrofo (Nakbo), s katero se v preteklih stoletjih nikoli nismo, naša domovina je bila zaprta, bili smo izgnani iz naše države in izgubili smo mnogo naših ljubljenih sinov." Muhammad Nimr al-Hawari je prav tako uporabil izraz Nakba v naslovu svoje knjige Sir al Nakba (Skrivnost za Katastrofo), napisane leta 1955. Uporaba izraza se je sčasoma razvila.
Sprva uporaba izraza Nakba med Palestinci ni bila univerzalna. Mnogo let po letu 1948 so se palestinski begunci v Libanonu izogibali in celo dejavno upirali uporabi tega izraza, ker je dajal stalnost situaciji, ki so jo imeli za začasno; pogosto so vztrajali, da jih imenujejo "povratniki". V 1950-ih in 1960-ih so izrazi, ki so jih uporabljali za opis dogodkov leta 1948, vključevali al-'ightiṣāb ("posilstvo") in bolj evfemistični al-'aḥdāth ("dogodki"), al-hijra ("eksodus") in lammā sharnā wa-tla'nā ("ko smo počrnili svoje obraze in odšli").  Narativu o Nakbi se je vodstvo Palestinske osvobodilne organizacije (PLO) v Libanonu v sedemdesetih letih prejšnjega stoletja izogibalo v prid narativom o revoluciji in prenovi. Zanimanje za Nakbo s strani organizacij, ki zastopajo begunce v Libanonu, se je povečalo v devetdesetih letih prejšnjega stoletja zaradi dojemanja, da se lahko pravica beguncev do vrnitve v pogajanjih zamenja za palestinsko državnost, in želja je bila poslati jasno sporočilo mednarodni skupnosti, da se o tej pravici ni mogoče pogajati.

## Nacionalni narativi

### Palestinski nacionalni narativ
Palestinski nacionalni narativ obravnava posledice Nakbe kot oblikovalno travmo, ki določa palestinske nacionalne, politične in moralne težnje ter identiteto Palestincev. Palestinci so razvili nacionalno identiteto zatiranega ljudstva, ki je izgubilo svojo državo zaradi vojne leta 1948. S palestinskega vidika so bili prisiljeni plačati za holokavst, zagrešen v Evropi, s svojo svobodo, lastnino in telesi namesto tistih, ki so bili zanj resnično odgovorni.

### Izraelski nacionalni narativ
Izraelska nacionalna pripoved zavrača palestinsko karakterizacijo leta 1948 kot Nakbe (katastrofe), namesto tega ga obravnava kot vojno za neodvisnost, ki je vzpostavila državnost in suverenost Izraela. Prikazuje dogodke leta 1948 kot vrhunec sionističnega gibanja in judovskih nacionalnih teženj, ki so se končali z vojaškim uspehom proti invazijskim arabskim vojskam, sporazumi o premirju in priznanju legitimnosti Izraela s strani Združenih narodov. Medtem ko priznavajo nekatere primere izraelske odgovornosti za palestinsko begunsko krizo, kot so dokumentirali zgodovinarji, kot je Benny Morris, vseobsegajoč izraelski narativ to prilagaja v kontekst nastanka Izraela kot države v težkih vojnih razmerah, ne da bi zanikala temeljno zgodbo in identiteto Izraela. Vojno leta 1948 in njen izid dojema kot enako formativen in temeljni dogodek – kot dejanje pravičnosti in odrešitve za judovski narod po stoletjih zgodovinskega trpljenja ter ključni korak v »negaciji diaspore«.
Po tem narativu so palestinski Arabci med vojno prostovoljno zapustili svoje domove, k čemur so jih spodbujali arabski voditelji, ki so Palestincem rekli, naj se začasno evakuirajo, da bi arabske vojske lahko uničile Izrael, nato pa so po izgubljeni vojni zavrnili integracijo. To stališče prav tako primerja judovske begunce, ki jih je Izrael sprejel, in palestinske begunce, ki so jih arabske države pustile brez domovine, da jih lahko uporabljalo za politične namene. V nasprotju s palestinskim narativom prevladujoč izraelski narativ ne priznava izpraznitve arabskih vasi in uničenja palestinskih domov; običajno uporabljajo terminologijo, kot sta "zapuščeno premoženje" in "izmenjava prebivalstva" namesto "zaplenjeno" ali "izgnano".
Shmuel Trigano, ki je pisal v reviji Jewish Political Studies Review, ki jo je izdal jeruzalemski Center za javne zadeve, oriše razvoj narativa o Nakbi skozi tri stopnje. Sprva je Palestince prikazoval kot žrtve, ki jih je Izrael razselil, da bi naredil prostor judovskim priseljencem. Naslednja faza je šestdnevno vojno preoblikovala v izraelsko kolonizacijo palestinskih ozemelj, pri čemer je palestinsko stvar uskladila s protikolonialnimi čustvi. Zadnja faza izkorišča spomine na holokavst, Izrael obtožuje apartheida, kar odmeva s krivdo Zahoda za holokavst. Trdi, da te razvijajoče se interpretacije izpuščajo zapletene zgodovinske dejavnike, ki vključujejo neuspele poskuse odstranitve Izraela, sporne ozemeljske zahteve in razseljevanje judovskih beguncev iz arabskih držav.

## Izraelski zakonodajni ukrepi
Izraelski uradniki so večkrat stigmatizirali izraz "Nakba" kot utelešenje "arabske laži" ali kot "opravičitev terorizma". Leta 2009 je izraelsko ministrstvo za izobraževanje prepovedalo uporabo "nakbe" v palestinskih učbenikih za otroke. Leta 2011 je Kneset institucijam prepovedal obeleževanje tega dogodka. Po besedah Neve Gordona bi se morala šolska slovesnost v spomin na Nakbo v skladu z zakonom iz leta 2011 odzvati na obtožbe, da spodbuja rasizem, nasilje in terorizem ter s tem zanika demokratični značaj Izraela Leta 2023, potem ko so Združeni narodi 15. maja uvedli dan spomina na Nakbo, je izraelski veleposlanik Gilad Erdan opozoril, da je dogodek sam po sebi antisemitski.
Maja 2009 je Yisrael Beiteinu vložil predlog zakona, ki bi prepovedal vse komemoracije Nakbe, s triletno zaporno kaznijo za takšna dejanja. Po kritikah javnosti je bil osnutek zakona spremenjen, zaporna kazen opuščena, namesto tega pa bi imel finančni minister pooblastilo za zmanjšanje državnega financiranja izraelskih institucij, za katere je bilo ugotovljeno, da »obeležujejo dan neodvisnosti ali dan ustanovitve države kot dan žalovanja«. Nov osnutek je marca 2011 potrdil Kneset in postal je znan kot zakon o Nakbi. Uvedba novega zakona je nenamerno razširila poznavanje Nakbe v izraelski družbi, kar je primer Streisandovega učinka.

## Zanikanje Nakbe
Po mnenju nekaterih zgodovinarjev in akademikov obstaja oblika zgodovinskega zanikanja, ki se nanaša na izgon in beg Palestincev leta 1948. Zanikanje Nakbe je osrednjega pomena za sionistični narativ glede leta 1948. V veliki meri ga je povzemalo izraelsko zgodovinopisje do poznih 1980-ih,  potem pa so zgodovino Izraela začeli pregledovati in na novo pisati "Novi zgodovinarji". Pozneje so se pojavile znatne količine izraelske judovske literature z namenom "demistifikacije preteklosti".
Zanikanje Nakbe je bilo opisano kot še vedno prevladujoče tako v izraelskem kot v ameriškem diskurzu in povezano z različnimi skupinami, povezanimi s protiarabskim rasizmom. Leta 2011 je Izrael sprejel zakon o Nakbi, ki je dovolil umik državnih sredstev organizacijam, ki razpravljajo o Nakbi. Po drugi strani Izrael gosti tudi množična gibanja, kot je Zochrot, katerih cilj je bil boj proti zanikanju Nakbe z neposrednimi spominskimi akcijami. Maja 2023, po 75. obletnici Nakbe, je palestinski predsednik Mahmud Abas zanikanje izgona iz leta 1948 razglasil za kaznivo dejanje, ki se kaznuje z dvema letoma zapora.

## Zgodovinopisje
Avraham Sela in Alon Kadish trdita, da se je palestinski nacionalni spomin na Nakbo sčasoma razvil in rekonstruiral dogodke iz leta 1948, da bi služil sodobnim palestinskim nacionalnim zahtevam. Trdita, da palestinsko zgodovinopisje o Nakbi "popolnoma ignorira" napade arabskih neregularnih in prostovoljnih sil na Yishuv, pri čemer zmanjšuje vlogo palestinskih voditeljev v dogodkih, ki so pripeljali do vojne in poraza leta 1948.

## V filmih in literaturi
Farha, film o Nakbi, ki ga je režiral jordanski režiser Darin J. Sallam, je bil izbran kot Jordanov uradni predlog za nagrado Oskar za mednarodni celovečerni film leta 2023. V odgovor je Avigdor Lieberman, izraelski finančni minister, ukazal državni blagajni, naj umakne vladno financiranje gledališča Al Saraya v Jaffi, kjer je predvidena projekcija filma.